# Paul Bernard Vogel
Paul Bernard Vogel (1899 - 11 de agosto de 1972) fue un magnate suizo, propietario de la manufactura de relojes Solvil et Titus.

## Vida empresarial
En 1930, Vogel adquirió el negocio de fabricación de relojes Solvil et Titus y la marca Paul Ditisheim a su fundador, Paul Ditisheim. Trasladó la sede central de la empresa a Ginebra, donde se convirtió en el presidente del Salon Montres et Bijoux (la Feria de Relojes y Joyas), la institución más prestigiosa de la Fédération de l'industrie horlogère suisse de la época.
En la década de 1950, sintiendo el cambio de los hábitos de consumo, decidió dividir sus marcas en dos: una de ellas siguió produciendo los relojes de lujo por los que era famosa, y la otra comenzó a producir relojes de menor costo que se adaptaban a los mercados emergentes. Gracias a esta nueva orientación, Solvil et Titus fue fundamental en la popularización de los relojes mecánicos y en el desarrollo de los relojes eléctrónicos.
En 1968, Vogel asumió la dirección de la recién fundada Société des Gardes-Temps SA, un grupo de empresas dedicadas a la fabricación de relojes de bajo coste que era la tercera empresa más grande del mundo en ese momento. y tenía una verdadera dimensión internacional (adquirió la compañía estadounidense Waltham Watch y firmó un acuerdo de licencia en 1973 con Elgin Watch, titulares de la mayor parte de la inversión extranjera en la relojería suiza en ese momento.
Vogel había previsto la necesidad de ampliar el mercado de relojes y de crear un sistema de distribución internacional y, en consecuencia, decidió expandir las actividades de Solvil et Titus al extranjero. En la década de 1970, aprovechando el boom económico de los Tigres Asiáticos, envió a su hijo, Paul Vogel, para que hiciera crecer las operaciones de la empresa familiar en el mercado asiático. La operación tuvo éxito y Solvil se convirtió en una de las marcas más populares en Asia Oriental.

## Vida privada
Nacido en La Chaux-de-Fonds, la cuna histórica de la industria relojera, era miembro de una prestigiosa familia de magnates. Se casó con Suzanne Eberhard, heredera de la acaudalada familia Eberhard. La pareja formaba parte del restringido grupo social de las familias de industriales que lideraban la industria relojera suiza de la época, y ambos eran miembros destacados de la alta sociedad de Ginebra. Los Vogel eran famosos por los diversos eventos sociales que organizaban.
Paul Bernard era coleccionista de obras de arte y mecenas de varios artistas. Su extensa colección comprendía obras de artistas tan destacados como Pablo Picasso, Henri Matisse, Kees van Dongen, Édouard Vuillard, Edgar Degas o Caillebotte.
Otra de las pasiones de Vogel era el cultivo de orquídeas. Viajó por todo el mundo para llevar semillas a Ginebra, donde las cultivaba en un complejo de invernaderos especiales en el jardín de su mansión situada junto al lago Lemán, Le Breuil, en Versoix (cantón de Ginebra). Las orquídeas se vendían en una floristería de lujo que lleva el nombre de la mansión, y que todavía existe hoy en día.